# Fibrinogeen
Fibrinogeen is een stollingsfactor, een oplosbare proteïne in het bloedplasma.  Het speelt een belangrijke rol bij de bloedstolling.  Het maakt ongeveer 6,5 % van alle bloedeiwitten uit en wordt ook stollingsfactor I genoemd.
Fibrinogeen wordt door de lever aangemaakt, het is een zogenaamd precursoreiwit van fibrine dat door trombine wordt omgezet. Als er een bloeding is, wordt fibrinogeen omgezet in fibrine. Dit fibrine vormt draden op de plek van de beschadiging van het bloedvat. Bloedplaatjes komen in dit netwerk van draden vast te zitten en zorgen samen met de fibrinedraden voor het dichten van de wond (vorming van een stolsel). Het vers ontstane fibrinenetwerk wordt geleidelijk vaster en onoplosbaar onder inwerking van de fibrine-stabiliserende factor (FSF), ook wel stollingsfactor XIII genoemd.  Dit stolsel blijft zitten totdat de wond hersteld is.
Een verlaagd fibrinogeengehalte wordt gevonden bij leverziekten (verlaagde aanmaak), na bloedingen (verbruik), bij actieve stolling in de bloedvaten, bij het gebruik van stolseloplossende medicatie en bij het ontbreken van fibrinogeen (afibrinogenemie, zeldzame erfelijke aandoening).
Een verhoogd fibrinogeengehalte is vaak a-specifiek. Fibrinogeen is een acutefase-eiwit en kan verhoogd zijn bij ontstekingen, trauma en na operaties.